# Didrepanephorus mucronatus
Didrepanephorus mucronatus är en skalbaggsart som beskrevs av Gilbert John Arrow 1921. Didrepanephorus mucronatus ingår i släktet Didrepanephorus och familjen Rutelidae. Inga underarter finns listade i Catalogue of Life.